# Judit I (Klimt)
Judit I ou Judit I (e a cabeça de Holofernes) (em alemão Judith I (und der Kopf des Holofernes)) é uma pintura a óleo sobre tela do pintor simbolista austríaco Gustav Klimt, datada de 1901. A pintura mostra a personagem bíblica de Judite segurando a cabeça decepada de Holofernes. O quadro encontra-se na Österreichische Galerie Belvedere, em Viena, e foi exibido pela primeira vez na 8.ª Exibição Internacional de Arte de Munique, em 1901.
Nesta obra, Klimt representa Judite como uma femme fatale, com o olhar semi-fechado olhando para o observador, a boca aberta de forma sensual, e a mão direita segurando no cabelo de Holofernes. Nesta pintura pode ainda observar-se montanhas, figueiras e vinhas que fazem referência ao Palácio de Sennacherib. A mulher representada está cheia de detalhes de ouro, roupa transparente e seios nus. Seus cabelos contrastam com o fundo em dourado em que Klimt reproduziu relevos Assírios do palácio de Nínive.
As cores fortes e dourados do quadro foram um dos últimos trabalhos em que Klimt manteve o estilo, optando por explorar os tons pastéis em suas obras.